# Cestrum flavescens
Cestrum flavescens är en potatisväxtart som beskrevs av Jesse More Greenman. Cestrum flavescens ingår i släktet Cestrum och familjen potatisväxter. Inga underarter finns listade i Catalogue of Life.